# Serieåret 1917

## Födda
- 31 januari – José Guadalupe Cruz (död 1989), mexikansk serieskapare.
- 22 februari – Reed Crandall (död 1982), amerikansk serietecknare.
- 6 mars – Will Eisner (död 2005), amerikansk serieskapare.
- 1 april – Sheldon Mayer (död 1991), amerikansk serieskapare.
- 9 april – Rolf Kauka (död 2000), tysk serietecknare, mest känd för Fix och Foxi.
- 18 maj – Bill Everett (död 1973), amerikansk serieskapare.
- 21 maj – Frank Bellamy (död 1976), brittisk serietecknare.
- 11 augusti – Dik Browne (död 1989), amerikansk serieskapare, mest känd för Hagbard Handfaste.
- 28 augusti – Jack Kirby (död 1994), amerikansk serietecknare.
- 28 augusti – Aurelio Galleppini (död 1994), italiensk serietecknare
- 9 september – Frank Robbins (död 1994), amerikansk serieskapare och konstnär.
- Okänt datum – Boixcar (död 1960), spansk serieskapare.
- Okänt datum – Sam Norkin, amerikansk karikatyrtecknare.